# Stefano Livio
Stefano Livio (ur. 16 czerwca 1956 roku w Como) – włoski kierowca wyścigowy.

## Kariera
Livio rozpoczął karierę w międzynarodowych wyścigach samochodowych w 1978 roku od startów w Formule Italia. Z dorobkiem jednego punktu uplasował się na osiemnastej pozycji w klasyfikacji generalnej. W późniejszych latach pojawiał się także w stawce Formuły Fiat Abarth, Włoskiej Formuły 2000, Włoskiej Formuły 3, Europejskiej Formuły 3, Europejskiej Formuły 2, Formuły 3000, Formuły 3000 Curaçao Grand Prix, World Touring Car Championship, Italian Touring Car Championship, Italian Super Touring Car Championship, IMSA Camel GTP Championship, FIA GT Championship, FIA GT3 European Championship, International GT Open oraz Italian GT Championship.
W Europejskiej Formule 2 Włoch wystartował w siedmiu wyścigach sezonu 1984 z zespołami Merzario oraz AGS. Nigdy jednak nie zdobywał punktów. Rok później Livio wystąpił podczas wyścigu na torze Donington Park w Formule 3000. Ukończył wyścig na szesnastym miejscu. W końcowej klasyfikacji kierowców został sklasyfikowany na 31 pozycji.